# Polichne parvicauda
Polichne parvicauda är en insektsart som först beskrevs av Carl Stål 1861.  Polichne parvicauda ingår i släktet Polichne och familjen vårtbitare. Inga underarter finns listade i Catalogue of Life.